# Zeche Verlorene Posten in der Borbecke
Die Zeche Verlorene Posten in der Borbecke ist ein ehemaliges Steinkohlenbergwerk in Witten-Borbachtal. Das Bergwerk war auch unter dem Namen Zeche Verlohrener Posten in der Borbecke bekannt. Das Bergwerk ist nicht identisch mit der Zeche Verlorene Posten in Witten. Das Bergwerk gehörte zum Märkischen Bergamtsbezirk und dort zum Geschworenenrevier Östlich Witten.

## Bergwerksgeschichte
Im Jahr 1766 wurde ein Antrag auf Verleihung eines ins Bergfreie gefallenen Stollens gestellt. Der Stollen war bereits vorher unter dem Namen Niederste Frielinghausbank verliehen worden, war aber wieder aufgegeben worden und fiel später ins Bergfreie. Im Jahr 1774 wurde ein Längenfeld vermessen. Am 4. November desselben Jahres wurde ein Grubenfeld für den Abbau im Flöz Kreftenscheer verliehen. Im Anschluss an die Verleihung wurde das Bergwerk in Betrieb genommen. Es wurden zwei Stollen betrieben. Die Stollenmundlöcher befanden sich in der Nähe des Südufers des Hammerteiches. Des Weiteren wurden zwei tonnlägige Schächte in Betrieb genommen. Ein Schacht befand sich auf dem Süd-, der andere auf dem Nordflügel des Grubenfeldes. Die Schächte waren 33 Lachter voneinander entfernt. In den Jahren 1806 bis 1811 war das Bergwerk in Betrieb. Im Jahr 1812 war der Südflügel bereits 200 Lachter in östlicher Richtung abgebaut. Der Nordflügel war 350 Lachter ebenfalls in östlicher Richtung abgebaut. Im Jahr 1832 war der Abbau größtenteils beendet, noch in diesem Jahr wurde das Bergwerk stillgelegt. Im Jahr 1849 wurde der Stollen im Südflügel wieder in Betrieb genommen. Im Jahr 1855 wurde im Südflügel Abbau betrieben. Das Bergwerk befand sich somit unmittelbar neben der vorherigen Zeche. Es wurde ein Flöz mit einer Mächtigkeit von 36 Zoll in Verhieb genommen. Im Jahr 1858 wird die Zeche nicht mehr in den Unterlagen erwähnt. Am 12. März des darauffolgenden Jahres konsolidierte die Zeche Verlorene Posten in der Borbecke mit weiteren Zechen zur Zeche Borbecker Tiefbau.

## Förderung und Belegschaft
Die ersten bekannten Förderzahlen des Bergwerks stammen von 1799, damals wurden 36.028 Ringel Steinkohle gefördert. Im Jahr 1801 wurden 13.265 Ringel Steinkohle gefördert. Im Jahr 1855 wurden 20.614 preußische Tonnen Steinkohle gefördert. Diese Förderung wurde von 14 Bergleuten erbracht. Dies sind auch letzten bekannten Förder- und Belegschaftszahlen des Bergwerks.